# Lac de Cospuden
Le lac de Cospuden, (Cospudener See) est un lac artificiel d'environ 10,5 km de circonférence situé au sud de Leipzig en Saxe. Il est souvent abrégé « Cossi » par les Lipsiens. Il fait partie de la région des lacs d'Allemagne centrale dans le bassin lipsien.

## Histoire du lieu

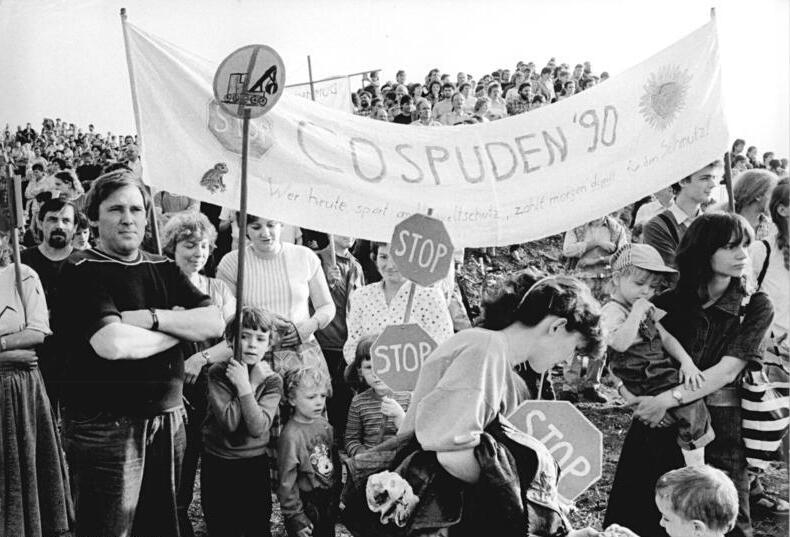
Manifestation du 2 avril 1990 contre l'agrandissement de la mine Cospuden

Le nom tire son origine du propriétaire du domaine seigneurial (Rittergut) situé à cet endroit: Heinricus de Kozebude vers 1216. Le nom a ensuite évolué de Kozbude (1240), Kossebude (1350), Kossebode (1378), Kostworde (1564) à Kospuden en 1875. Otto von Dieskau y a construit une usine de papier en 1599. C'est devenu un hameau auquel Jean-Sébastien Bach se réfère dans sa Cantate des paysans écrite en 1740. Cospuden est ensuite rattaché à la commune de Gautzsch en 1875 qui est à son tour rattachée à Markkleeberg à partir de 1934. La population était de 54 habitants en 1871.
Cospuden est devenue en 1974 une mine à ciel ouvert de lignite dans le bassin minier du Sud-Lipsien dont l'excavation et l'exploitation fait de nombreux dégâts environnementaux. 87 millions de tonnes de lignite y seront exploitées. Quelque temps après la Wende, le 11 janvier 1990, se crée le collectif Stoppt Cospuden. Environ 10 000 personnes participeront à une manifestation pour la fermeture de la mine le 18 mars 1990, qui a été effective le 20 avril.
À partir de 1994, avec l'afflux d'eau de pluie, d'eau souterraine, de l'eau des marais avoisinants et des canaux formés à partir d'autres lacs et étangs environnants, la mine est progressivement aménagée en un étang, puis en un lac. En 2000, l'eau avait atteint son niveau stable.
Cela a fait du lac de Cospuden le premier lac minier restant dans le Leipzig Neuseenland qui pourrait être remis à un usage ultérieur. L'avantage en termes de temps par rapport aux autres lacs et la proximité de la ville et avec de bonnes liaisons de transport ont entraîné l'implantation relativement rapide d'installations de loisirs exigeantes à proximité du lac. En termes de portée, ceux-ci s'étendent bien au-delà des services de revitalisation prescrits par la loi et également au-delà des formes d'utilisation de lacs résiduels comparables, car le lac de Cospuden était considéré comme un projet modèle pour les possibilités de conception d'un paysage post-minier. Le financement et la mise en œuvre des plans étaient essentiellement dus a la devise Homme - Nature - Technologie de l'Exposition universelle de 2000, à laquelle le lac de Cospuden a participé en tant que contribution décentralisée de la ville de Leipzig. C'était au centre de la contribution utilisation du paysage - entretien du paysage. L'Expo a été l'occasion et le moteur de la revitalisation du site minier à ciel ouvert de Cospuden.

## Usage actuel
Le lac est aménagé pour devenir la zone de loisir privilégiée dans le sud de Leipzig, avec l'aménagement de plusieurs plages artificielles au nord et à l'est, d'un petit port de plaisance — le Zörbigker Hafen — à l'est, vers Markkleeberg, et de rives plus boisées à l'ouest et au sud. Un sauna est construit à côté du port, tout comme un terrain de golf. La voile, la planche à voile, le kitesurf sont les sports nautiques les plus pratiqués. Et le chemin asphalté qui suit sur 14 km le rivage du Cossi est emprunté par, outre les promeneurs, nombre de vélos ou de rollers. Le nudisme y est possible, dans la tradition est-allemande des plages Frei-Körper-Kultur (FKK). Toute la zone est une réserve naturelle avec interdiction de campement, d'allumage de feu ou de circulation en véhicule motorisé. Au sud-ouest du lac de Cospuden se situe le parc d'attraction Belantis. Entre le parc d'attraction et le lac se dresse sur un tertre une tour d'observation publique haute de 35 m., la Bistumshöhe.

## Réseau fluvial

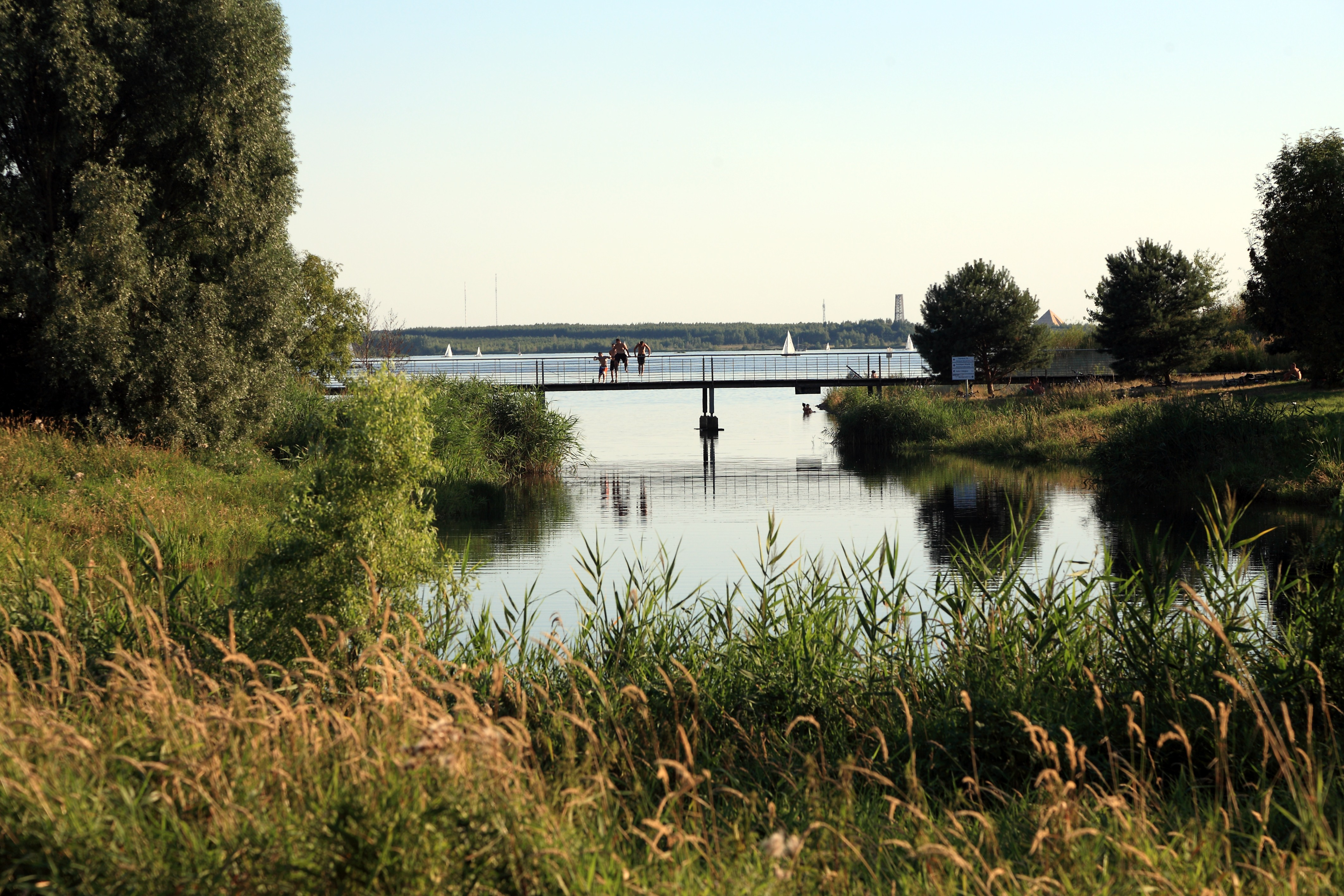
Canal vers le lac forestier Lauer

Un canal nouvellement créé relie la partie nord du lac navigable (petits bateaux) via le lac forestier Lauer et via le Batschke (aujourd'hui principalement un fossé de radeau) à travers les forêts de l'Elster-Pleiße-Aue avec le Pleiße et via l' écluse au seuil de Connewitz également avec la Elster Blanche. Le lac de Zwenkau (Zwenkauer See) doit également être relié au lac de Cospuden via le canal Neue Harth, qui, selon des articles de presse, est "coincé dans des problèmes de planification et de financement en 2022."Les deux projets sont considérés comme les premières étapes vers la mise en place d'un réseau d'eau entre les lacs du Leipzig Neuseenland.
Dans le cadre de ce réseau, une grande partie des mines à ciel ouvert inondées doivent être reliées entre elles et à la ville de Leipzig via le cours d'eau. Cette région lacustre artificiellement connectée, qui peut être utilisée pour le tourisme aquatique, aurait de meilleures opportunités de développement et de commercialisation qu'une série de lacs individuels non connectés en raison des effets de synergie résultant de la liaison du paysage urbain, des forêts alluviales et des lacs miniers à ciel ouvert. En raison des investissements élevés, qui sont estimés à 30-35 millions d'euros, de la participation d'investisseurs privés et de la découverte de modèles de parrainage et d'opérateur résilients cruciale pour la mise en œuvre des plans. Le lac de Cospuden fait partie du Tourismuswirtschaftliches Gesamtkonzept für die Gewässerlandschaft im mitteldeutschen Raum (Concept touristique global pour le paysage aquatique du centre de l'Allemagne), présenté en 2015.

## Galerie

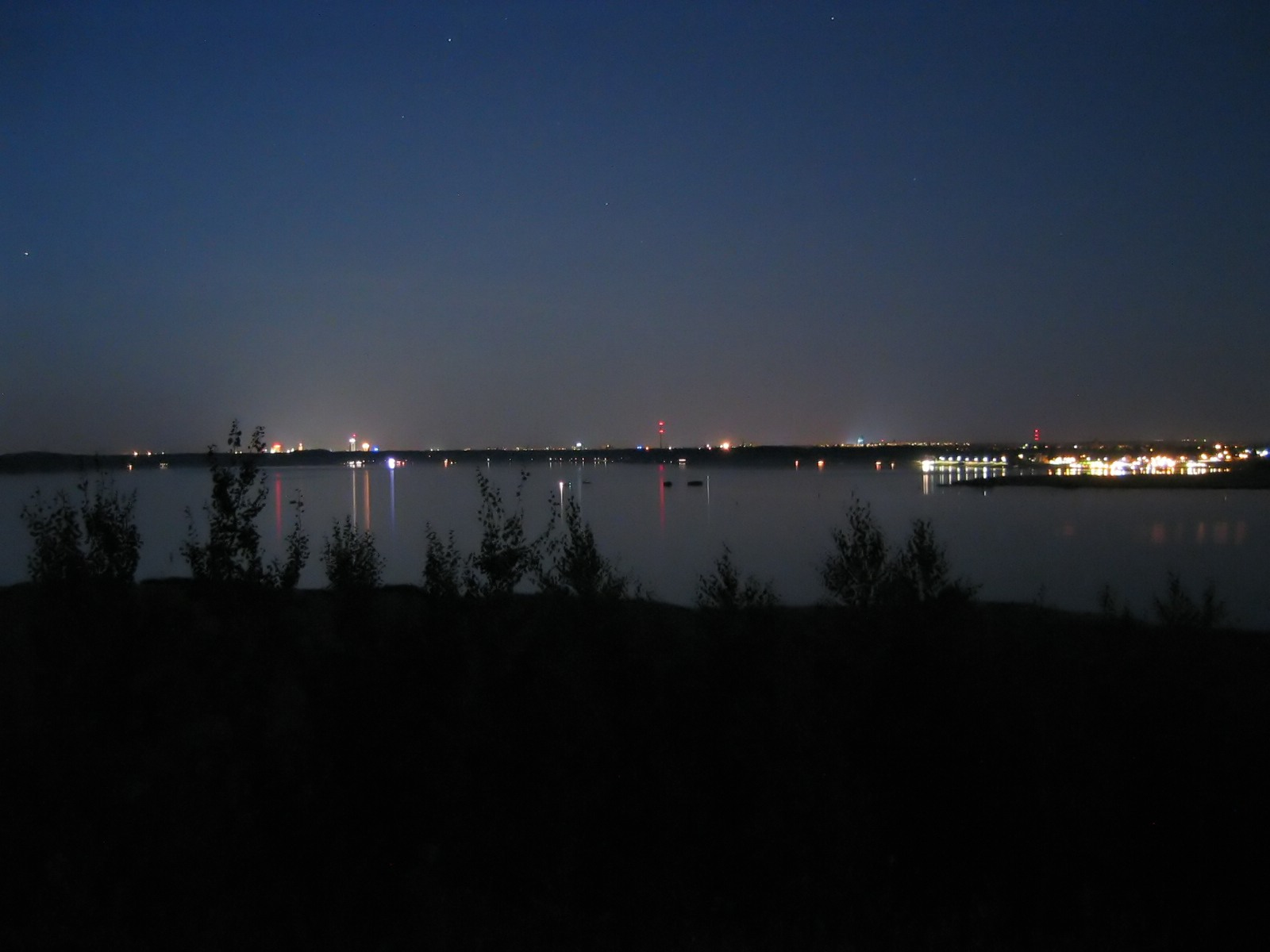
Le lac de nuit
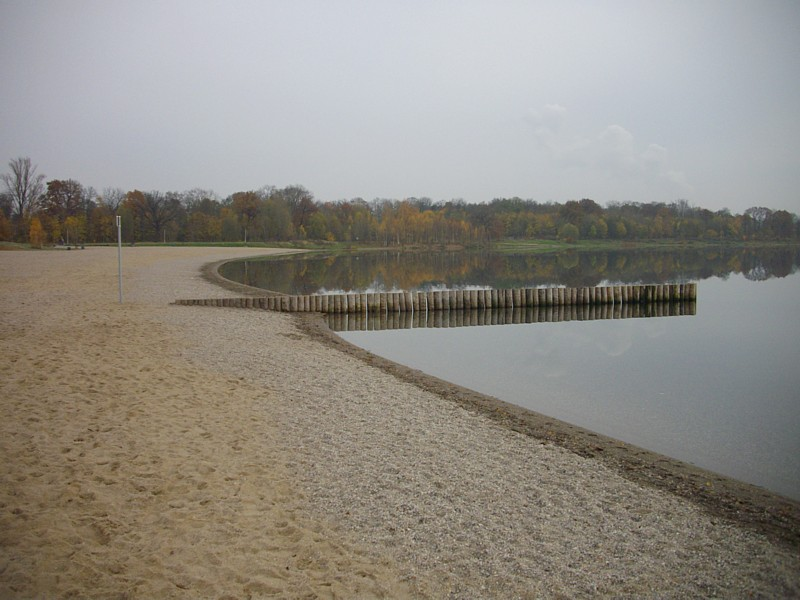
La plage
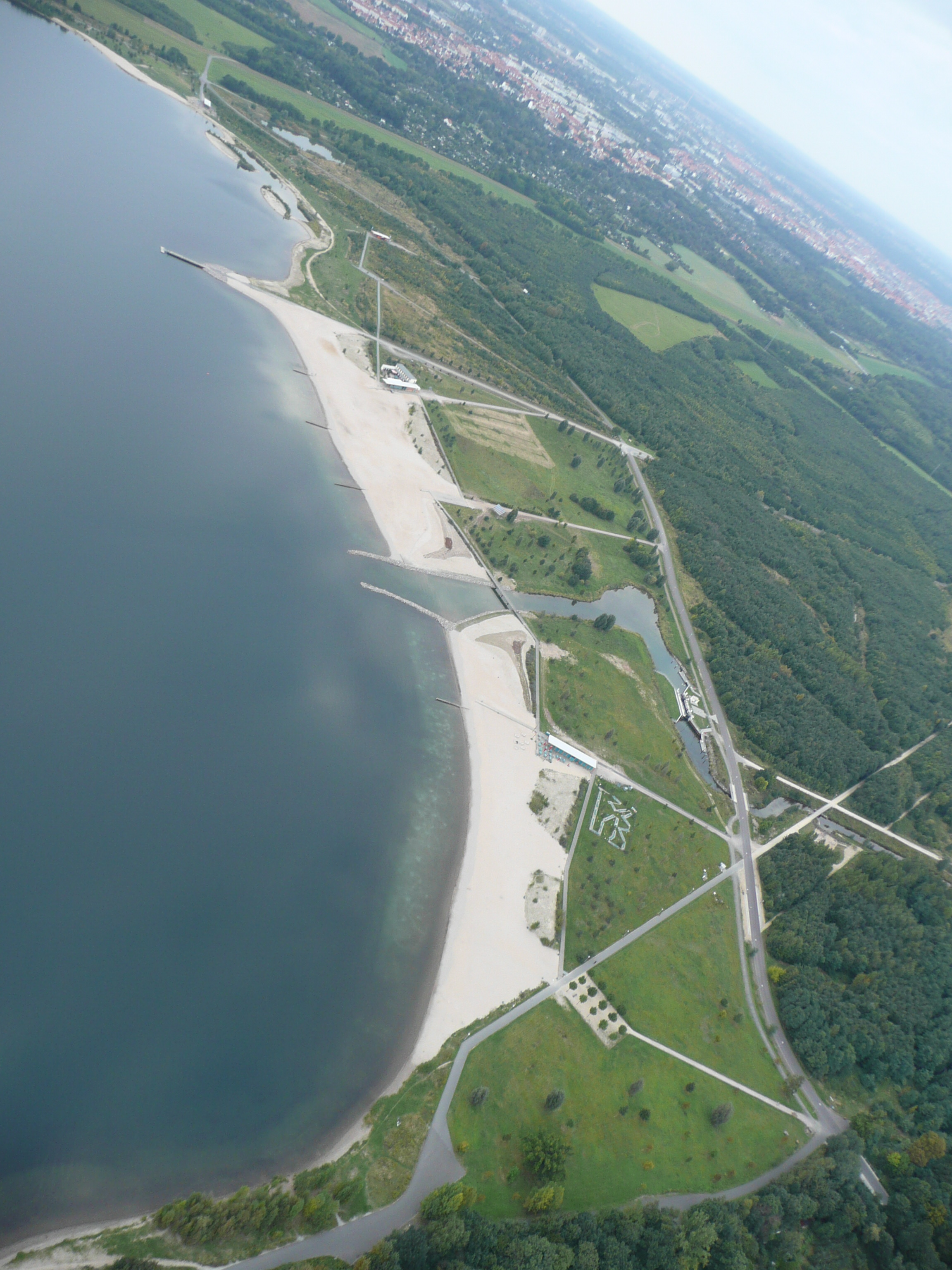
Les plages vues du ciel
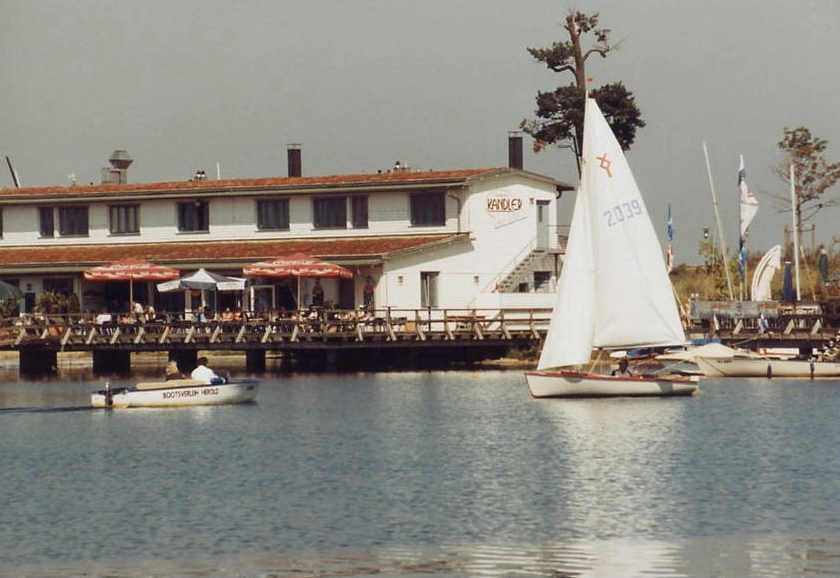
Le port de plaisance
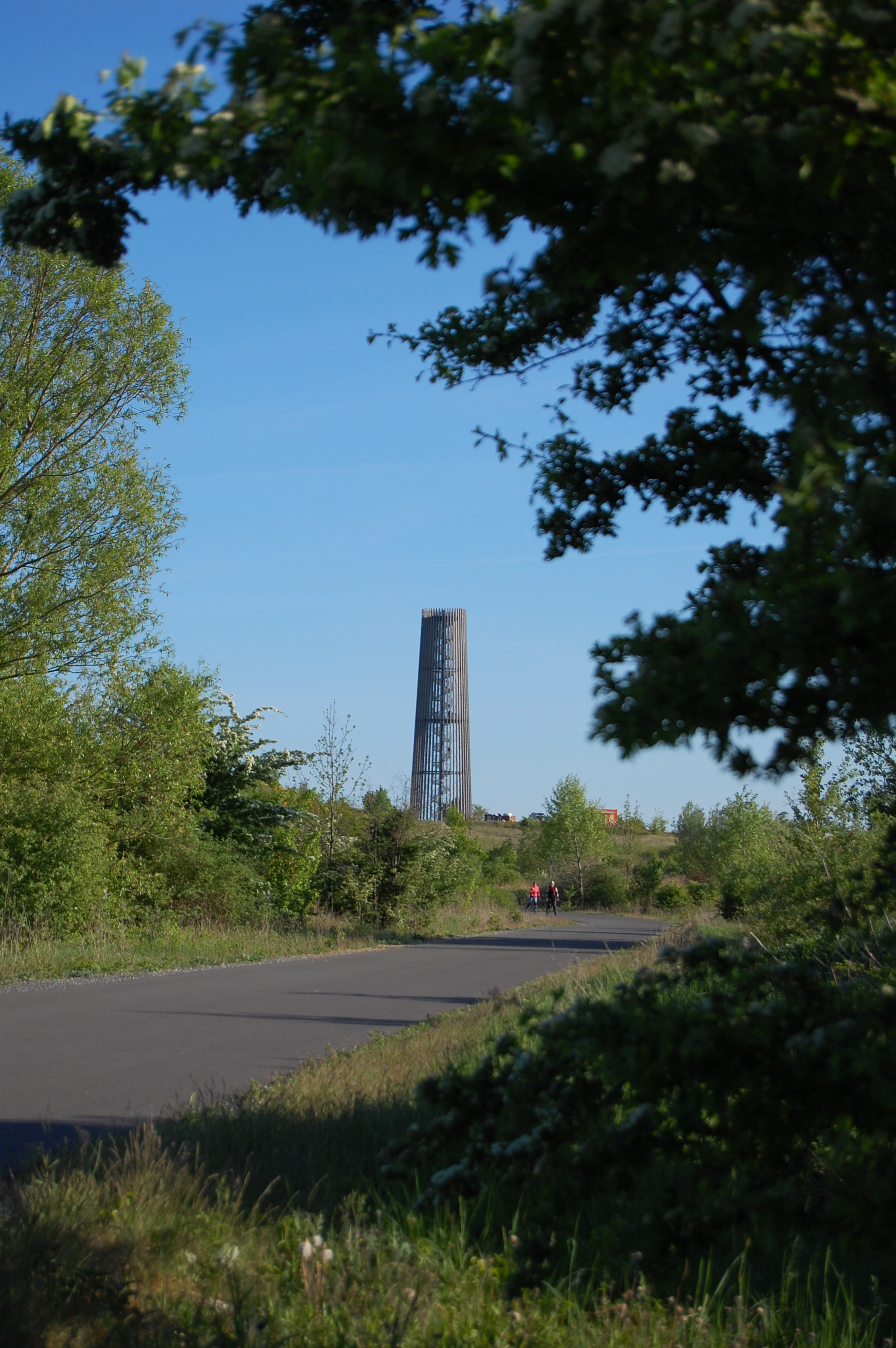
Le poste d'observation Bistumshöhe
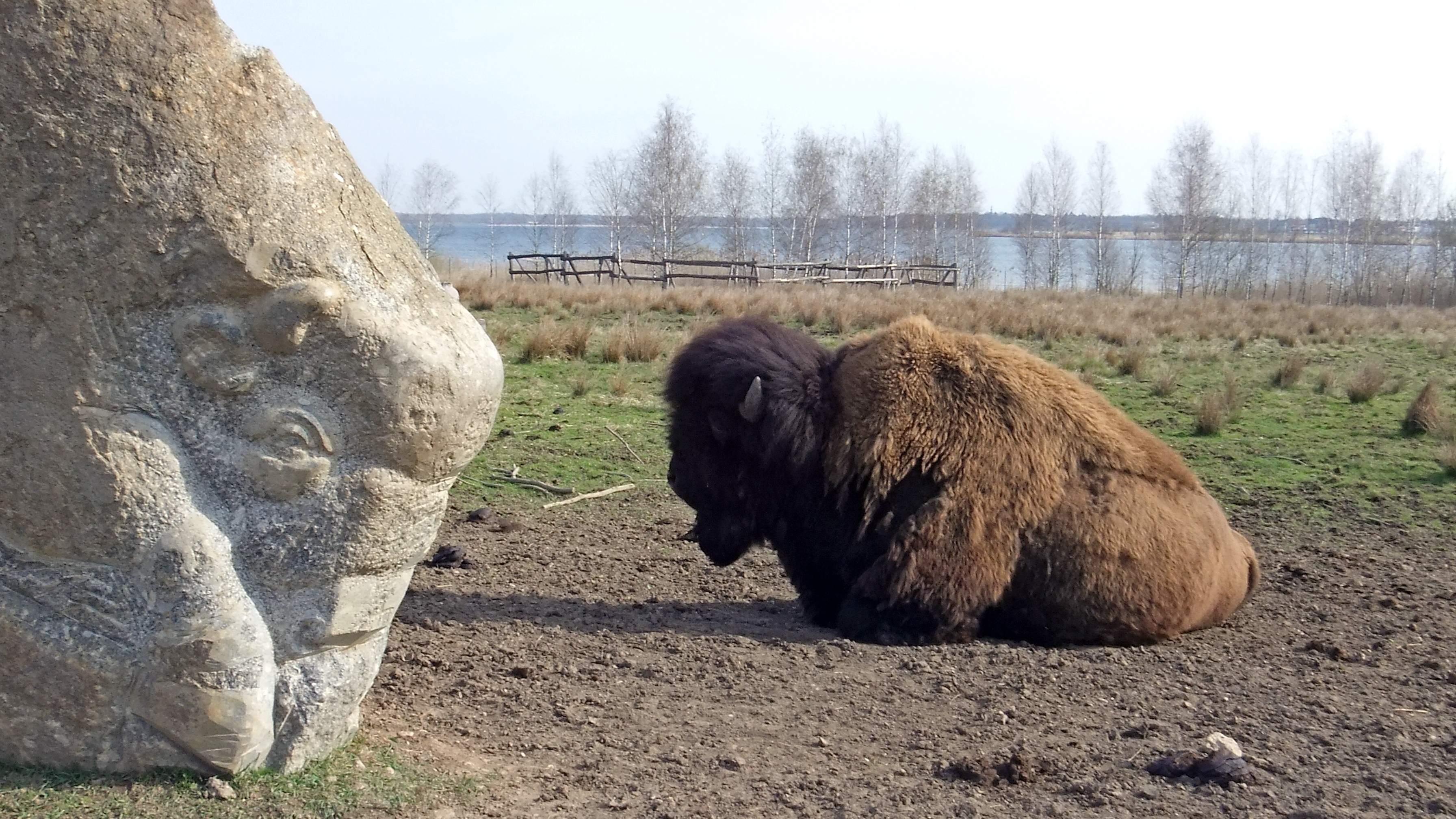
Des bisons sur les rives du Lac Cospuden
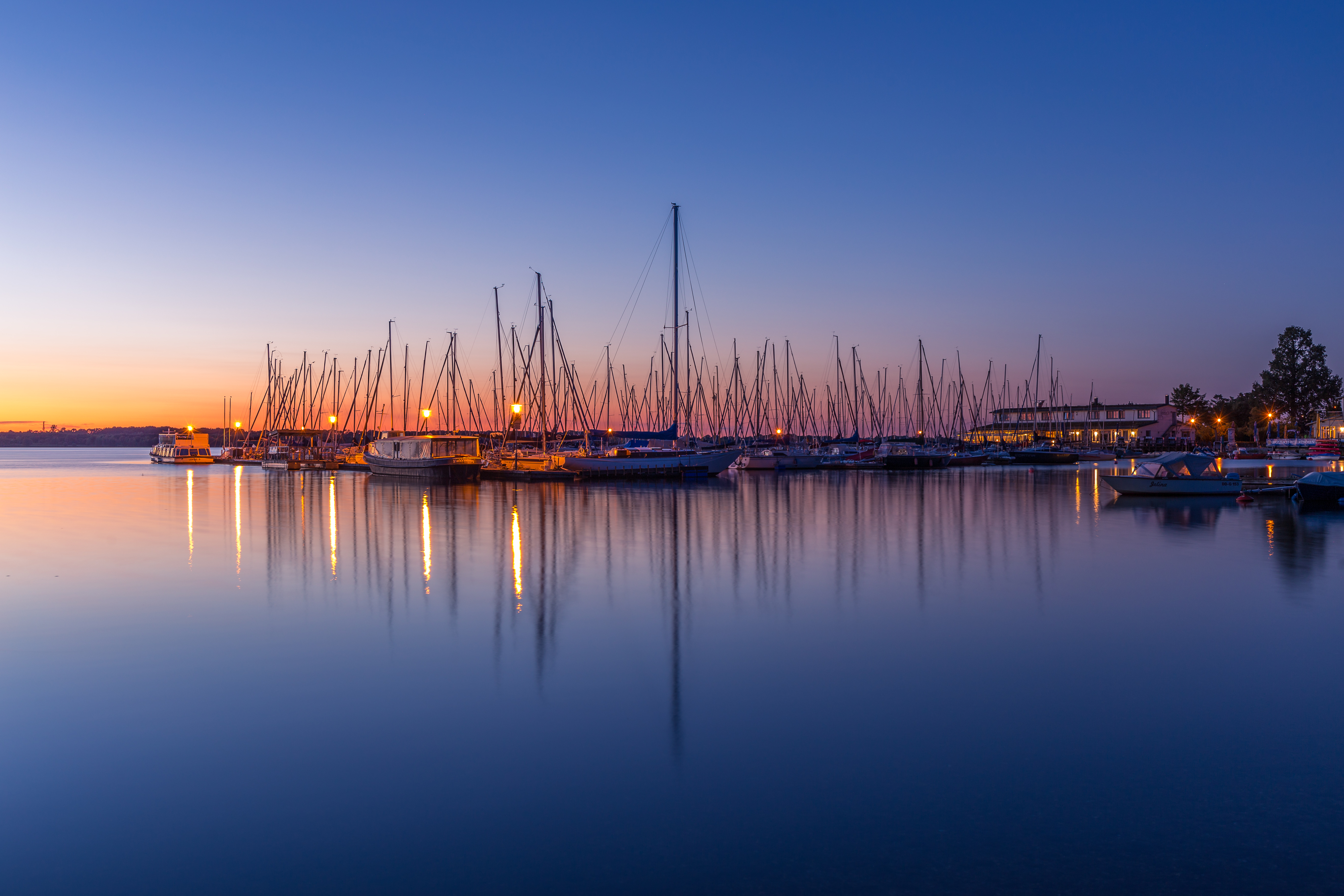
Port de plaisance Zoebigker sur le lac
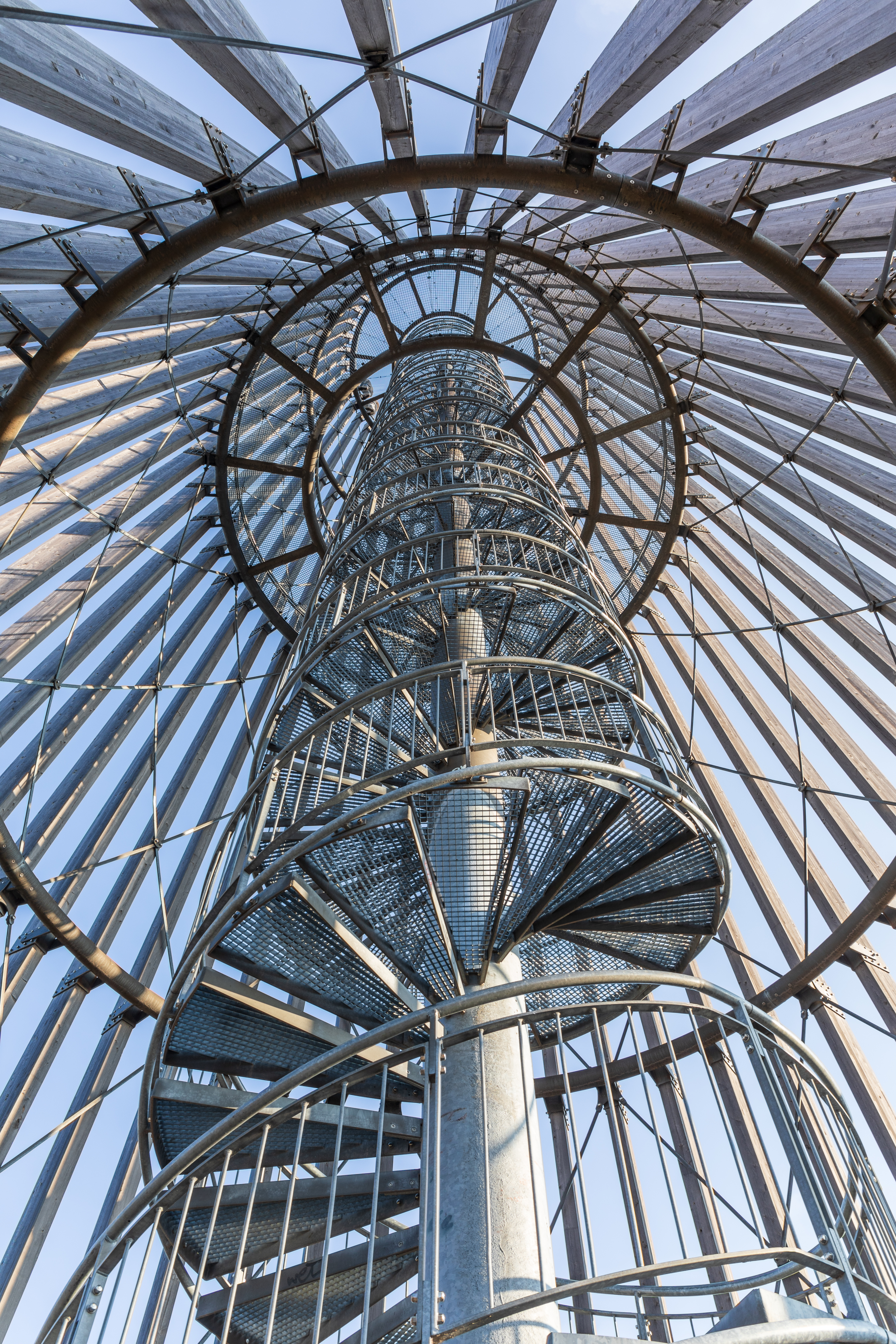
Vue intérieure de la tour Bistumshöhe, proche du lac de Cospuden. Janvier 2019.

## Transport
Il y a un grand parking gratuit pour les visiteurs dans la Brückenstraße, à un peu moins d'un kilomètre de la plage nord. De plus, la ligne de bus 65 part de là directement jusqu'à la plage nord, qui relie Großzschocher (un quartier de Leipzig) et la station de S-Bahn Markkleeberg. Le lac de Cospuden se trouve uniquement dans la zone tarifaire 110 (Ville de Leipzig) en direction de Großzschocher. Pendant les mois d'été, de mai à septembre, cette zone est également accessible le week-end avec la ligne de bus prolongée 79 (Thekla-Stötteritz-Probstheida-Cospudener See).
A Zöbigker, et donc sur la rive est, il y a deux places de parking supplémentaires: la première est à 500 mètres du Pier I, la seconde est juste sur la jetée du port et est destinée aux propriétaires de bateaux et aux personnes à mobilité réduite. Toujours à Zöbigker, la ligne de bus 106 (Probstheida/Auenhain-Markkleeberger See-Markkleeberg-Großstädteln) s'arrête à moins de 300 mètres de la plage.
Le lac est également relié au paysage fluvial et canal de Leipzig par une écluse dans la zone nord. Cela permet de conduire du port de la ville de Leipzig au lac. Non seulement les petits voiliers peuvent accoster dans le port, mais il y a aussi un bateau d'excursion qui opère depuis le Pier I. Le bateau à moteur MS Cospuden exploité par Tourismus- und Freizeitservice GmbH navigue sur le lac depuis le 25 mars 2000. Il a un pont supérieur et un pont inférieur. Un voyage avec une conférence comprenant le superstition des marins prend environ une heure.

## Distinction
En 2003, le projet de Leipzig A Second Nature Landscape Cospuden l'a fait sélectionné pour le liste de présélection du Prix de l'Union européenne pour l'architecture contemporaine Mies-van-der-Rohe.